# Doyle Brunson
Doyle Brunson (Longworth, Texas, 10 de agosto de 1933-Las Vegas, Nevada, 14 de mayo de 2023) fue un jugador de póquer profesional estadounidense quien ha jugado al nivel profesional desde hace 50 años. Es considerado como una de las figuras más icónicas de este deporte mental. Además de haber conseguido ganar un brazalete de la World Series of Poker (WSOP) en cuatro años consecutivos, es un miembro del Salón de la fama del Póquer y el autor de varios libros de póquer muy influyentes.
Brunson fue el primer jugador en ganar 1 millón de dólares en torneos de póquer y ha ganado 10 pulseras de la Serie Mundial de Póquer tras su larga carrera, el mismo número que Johnny Chan y cuatro menos que Phil Hellmuth. También es uno de los cuatro jugadores que ha ganado el evento Principal de la Serie Mundial de Póquer varias veces, algo que hizo en 1976 y 1977. Además es el primero de cinco jugadores en ganar el evento Principal de la Serie Mundial de Póquer y un título del World Poker Tour. En enero de 2006, fue votado por Bluff Magazine como la persona más influyente en el mundo del póquer. Falleció el 14 de mayo del 2023.

## Biografía
Brunson nació en Longworth, Condado de Fisher, Texas, uno de tres hijos. Formó parte del equipo de baloncesto del estado de Texas. En la reunión de pista interescolar de Texas de 1950, ganó el evento de una milla con un tiempo de 4:43. A pesar de recibir ofertas de muchas universidades, asistió a la Universidad Hardin-Simmons en Abilene, Texas.
Los Minneapolis Lakers de la NBA mostraron interés en Brunson, pero una lesión en la rodilla terminó con sus esperanzas de convertirse en un jugador profesional de baloncesto. Todavía ocasionalmente requiere una muleta debido a la lesión. Brunson obtuvo una licenciatura en 1954 y una maestría en educación administrativa al año siguiente. Continuaría trabajando como director de la escuela.
Brunson había comenzado a jugar al póker antes de su lesión, jugando un sorteo de cinco cartas. Jugó con más frecuencia después de lesionarse y sus ganancias pagaron sus gastos. Después de graduarse, tomó un trabajo como vendedor de máquinas comerciales. En su primer día, fue invitado a jugar en un juego de stud de siete cartas y ganó más de un mes de salario. Pronto dejó la compañía y se convirtió en un jugador profesional de póker.

## Carrera en el Póquer
Brunson comenzó jugando en juegos ilegales en Exchange Street en Fort Worth con su amigo Dwayne Hamilton. Eventualmente, comenzaron a viajar por Texas, Oklahoma y Louisiana, jugando en juegos más grandes y conociendo a los compañeros profesionales Amarillo Slim y Sailor Roberts. Los juegos ilegales en los que jugó Brunson durante este tiempo generalmente eran dirigidos por delincuentes que a menudo eran miembros del crimen organizado, por lo que las reglas no siempre se aplicaban. Brunson ha admitido que le dispararon varias veces y le robaron y lo golpearon.

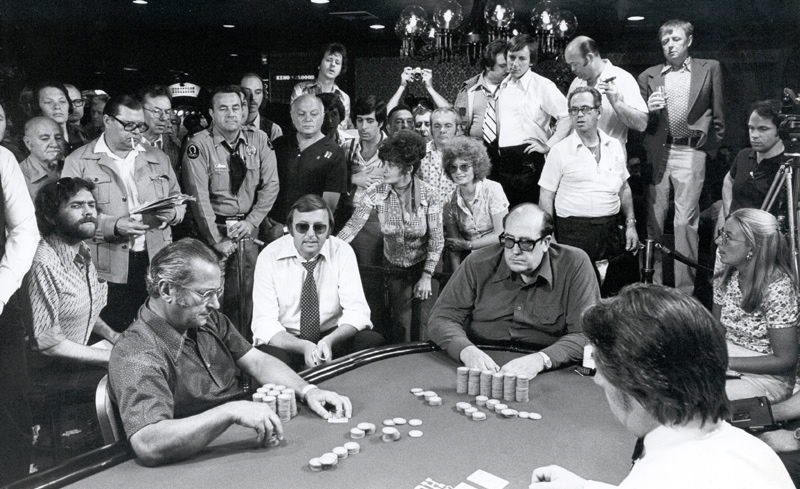
El campeón de 1976, Doyle Brunson, en camino a su día de pago de $300K.

Hamilton regresó a Fort Worth, mientras que los demás se unieron y viajaron juntos, jugando al póker, al golf y, en palabras de Doyle, "casi todo". Reunieron su dinero para el juego y después de seis años, ganaron su primer viaje serio a Las Vegas y lo perdieron todo, una cantidad de seis cifras. Decidieron dejar de jugar como socios, pero siguieron siendo amigos.
Brunson finalmente se estableció en Las Vegas. Ha sido un jugador habitual en la World Series of Poker desde su inicio en 1970, jugando en el evento Principal casi todos los años desde entonces, además de muchos de los otros eventos anteriores de entrega de brazaletes. Llegó a algunas mesas finales del evento del campeonato de la WSOP antes de sus victorias consecutivas, pero dado que esto fue cuando el evento fue el ganador se lleva todo, no se cuentan como cobros. Además de sus dos victorias en el campeonato en 1976 y 1977, los otros premios de Brunson en el evento Principal son: 1972 (3º), 1980 (subcampeón al tres veces campeón Stu Ungar), 1982 (4º), 1983 (3º), 1997 (16º) , 2004 (53) y 2013 (409).
Brunson es el autor de Super / System, que es ampliamente considerado como uno de los libros más autorizados sobre póker. Originalmente publicado en 1978, Super / System fue el libro acreditado con la transformación del póker al dar a los jugadores comunes una visión de la forma en que profesionales como Brunson jugaron y ganaron, tanto que Brunson cree que le costó mucho dinero. En 2004 se publicó una revisión actualizada, Super / System 2. Además de Brunson, varios de los mejores jugadores de póker contribuyeron con capítulos a Super / System, incluidos Bobby Baldwin, Mike Caro, David Sklansky, Chip Reese y Joey Hawthorne. El libro se subtitula "Cómo hice un millón de dólares jugando al póker", por Doyle Brunson. Brunson es también el autor de Poker Wisdom of a Champion, originalmente publicado como según Doyle por Lyle Stuart en 1984.
Brunson continuó jugando en los juegos de póker más grandes del mundo, incluyendo un juego mixto limitado de $ 4,000 / $ 8,000 en "Bobby's Room" en el Bellagio. También juega en muchos de los torneos de póker más grandes del mundo. Ganó su noveno brazalete de oro en un evento de juegos mixtos en 2003, y en 2004, terminó 53.º (en un campo de 2,576) en el evento del Campeonato de Texas Hold 'em No Limit. Ganó el evento Legends of Poker World Poker Tour (WPT) en 2004 (obteniendo un premio de $ 1.1 millones) y terminó cuarto en el primer evento de campeonato del WPT. Temprano en la mañana del 1 de julio de 2005, menos de una semana después de que Chan ganara su décimo brazalete de oro (presentado a cada ganador del torneo WSOP), estableciendo un nuevo récord, Brunson lo ató en las WSOP 2005. Actualmente está cinco brazaletes detrás de Phil Hellmuth, quien obtuvo su 15.º brazalete en la World Series of Poker 2018. Ganó en el evento 2013 World Series of Poker $ 10,000 No Limit Hold'em Championship, marcando la quinta década que ha cobrado en el evento.
A partir de 2018, sus ganancias totales en torneos en vivo superan los $ 6,100,000. Ha acumulado más de $ 3,000,000 en ganancias de sus 37 cobros en las WSOP.
Brunson tiene dos manos de Texas Hold'em que llevan su nombre. La celebración de diez deuce lleva su nombre porque ganó el evento No Limit Hold 'Em en la World Series of Poker dos años seguidos con un diez y dos (1976 y 1977 respectivamente), en ambos casos completando una casa llena . En 1976 y 1977, fue un perdedor en la mano final. La otra mano conocida como "Doyle Brunson", especialmente en Texas, es el as y la reina de cualquier palo porque, como dice en la página 519 de Super / System, "nunca juega esta mano". Sin embargo, cambió su redacción en Super / System 2, y señaló que "trata de nunca jugar esta mano".

## Retiro
El 11 de junio de 2018, Brunson anunció que se retiraría del torneo de póker ese verano. Ese día, ingresó al sorteo individual de $10 000 por 2-7 en las WSOP 2018 y quedó en sexto lugar, ganando $43 963.